# مون (بلژیک)
شهر مونس (به فرانسوی: Mons) در شهرستان مونس در استان انو در منطقه فدرال والوون در کشور بلژیک واقع شده‌است.

## نگارخانه

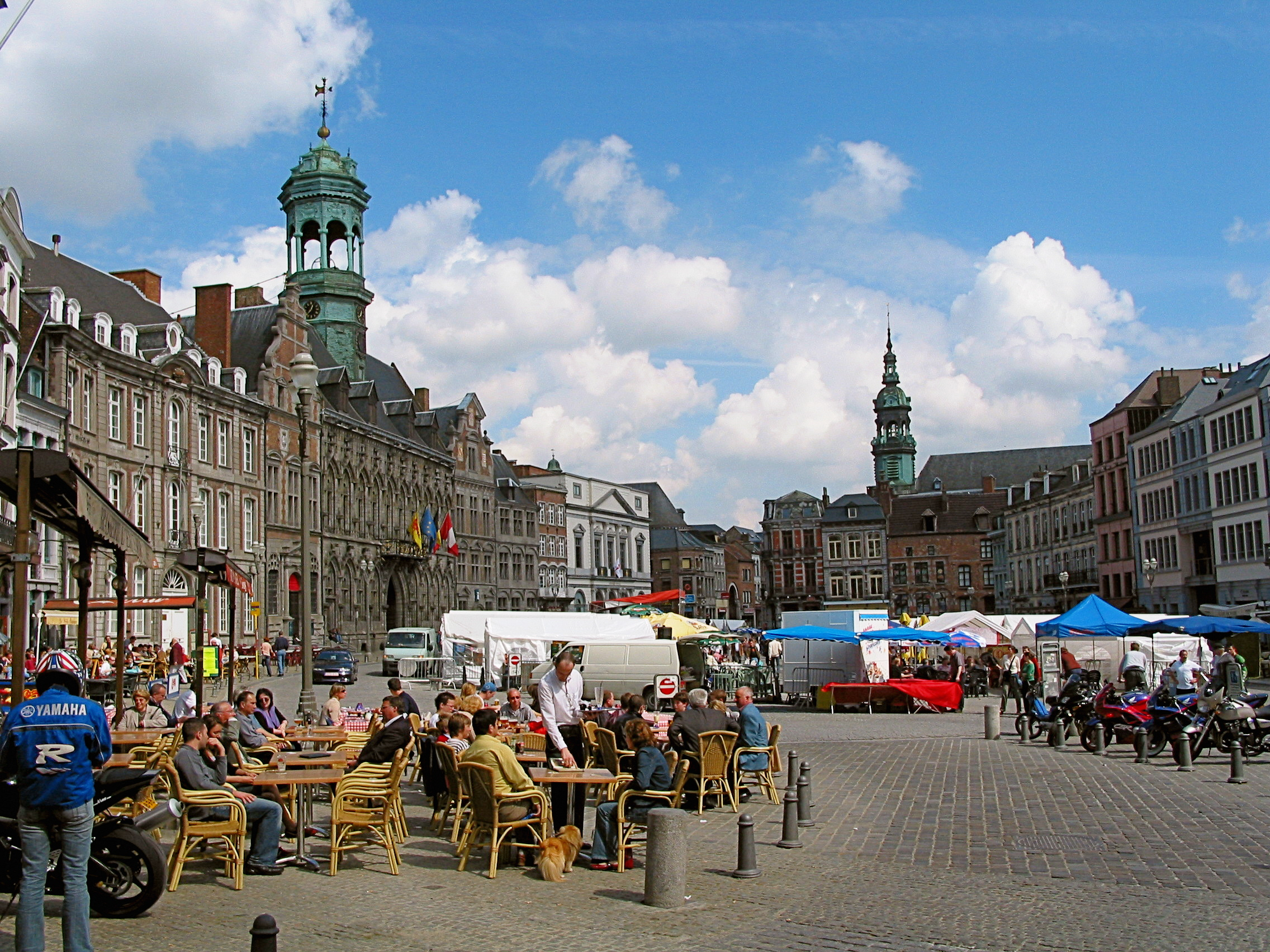
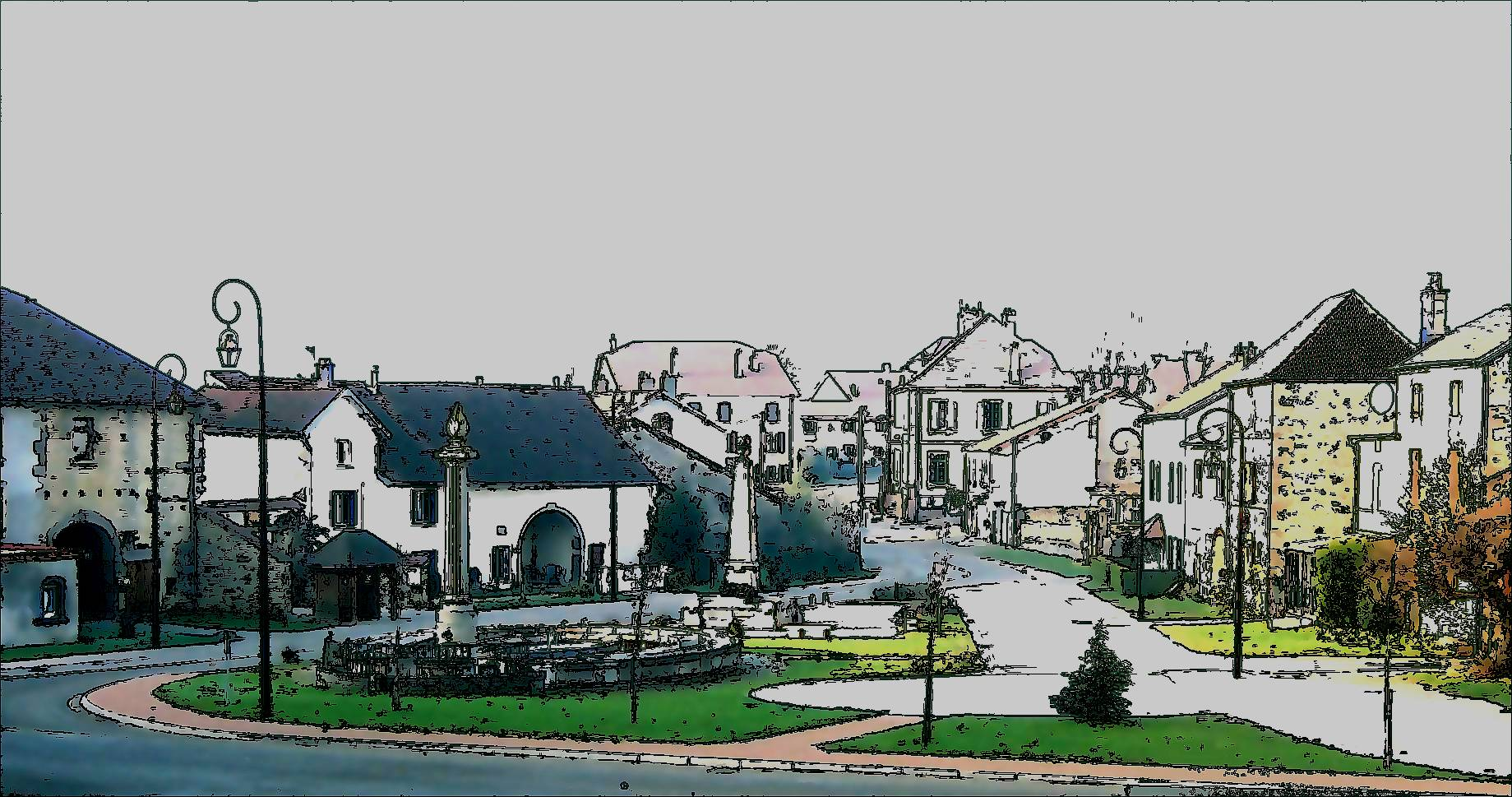
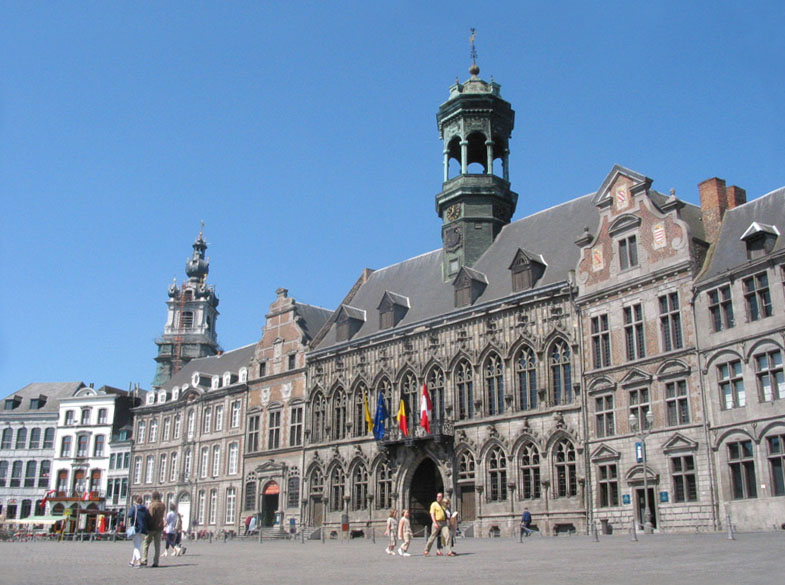
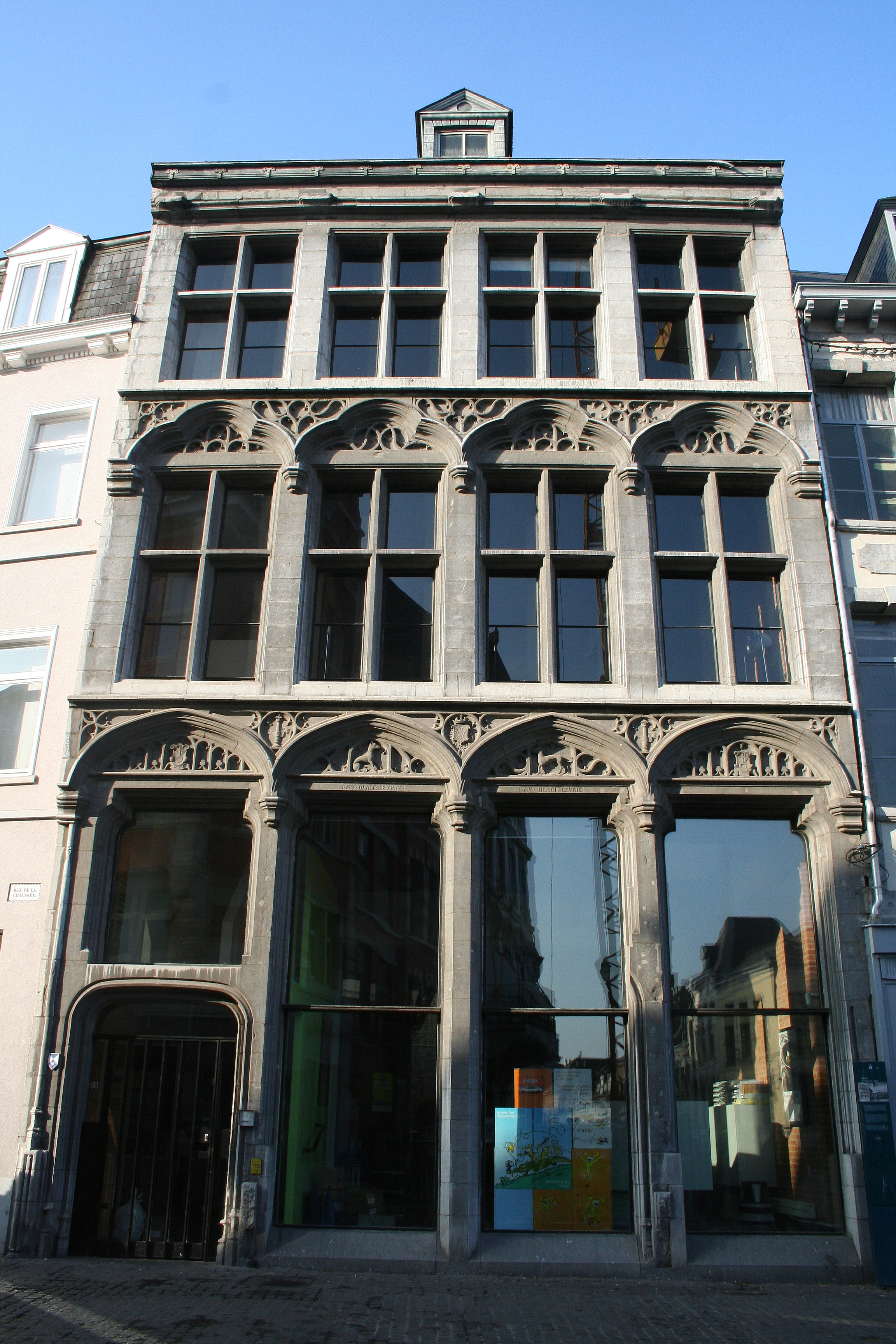
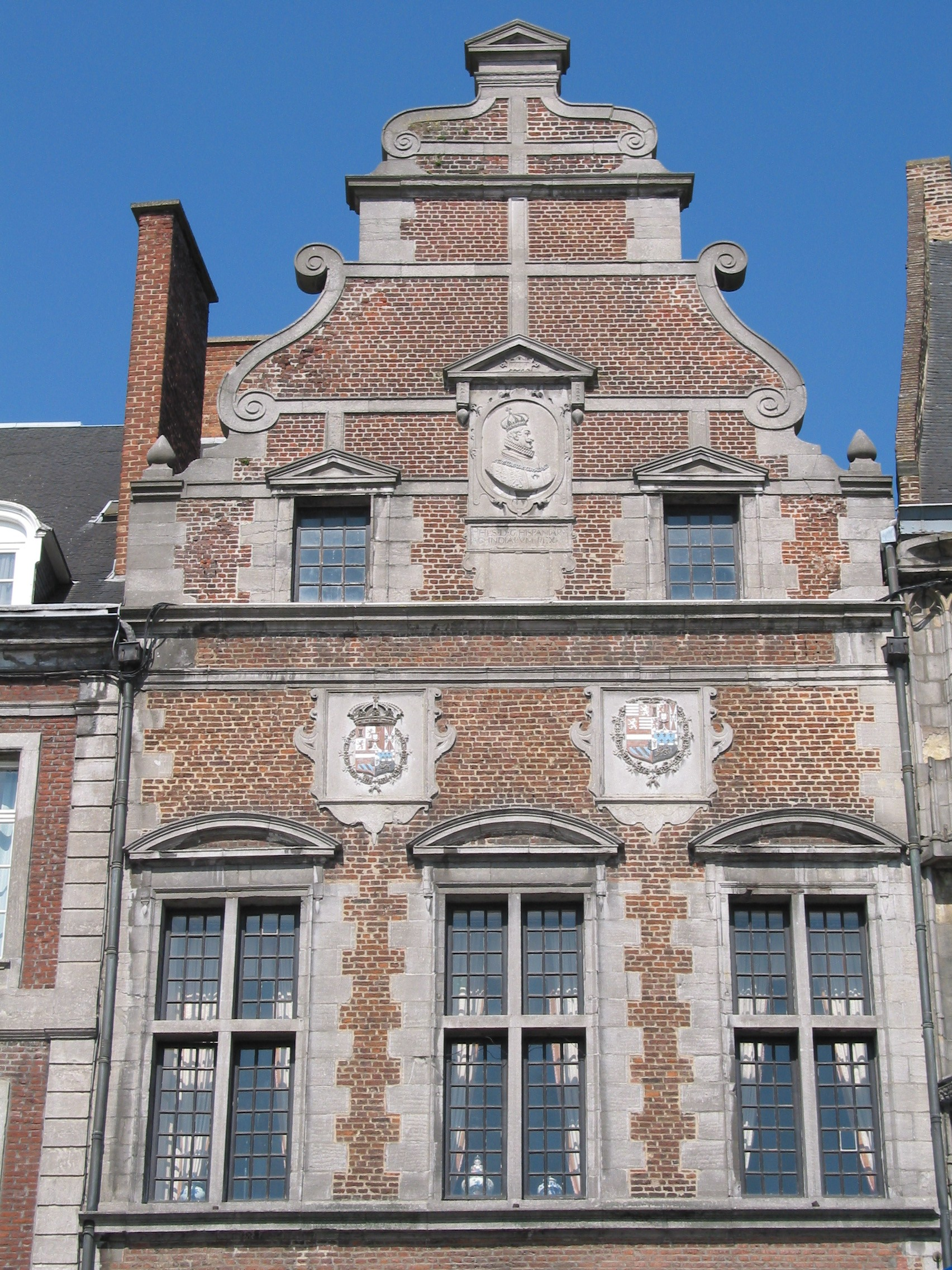
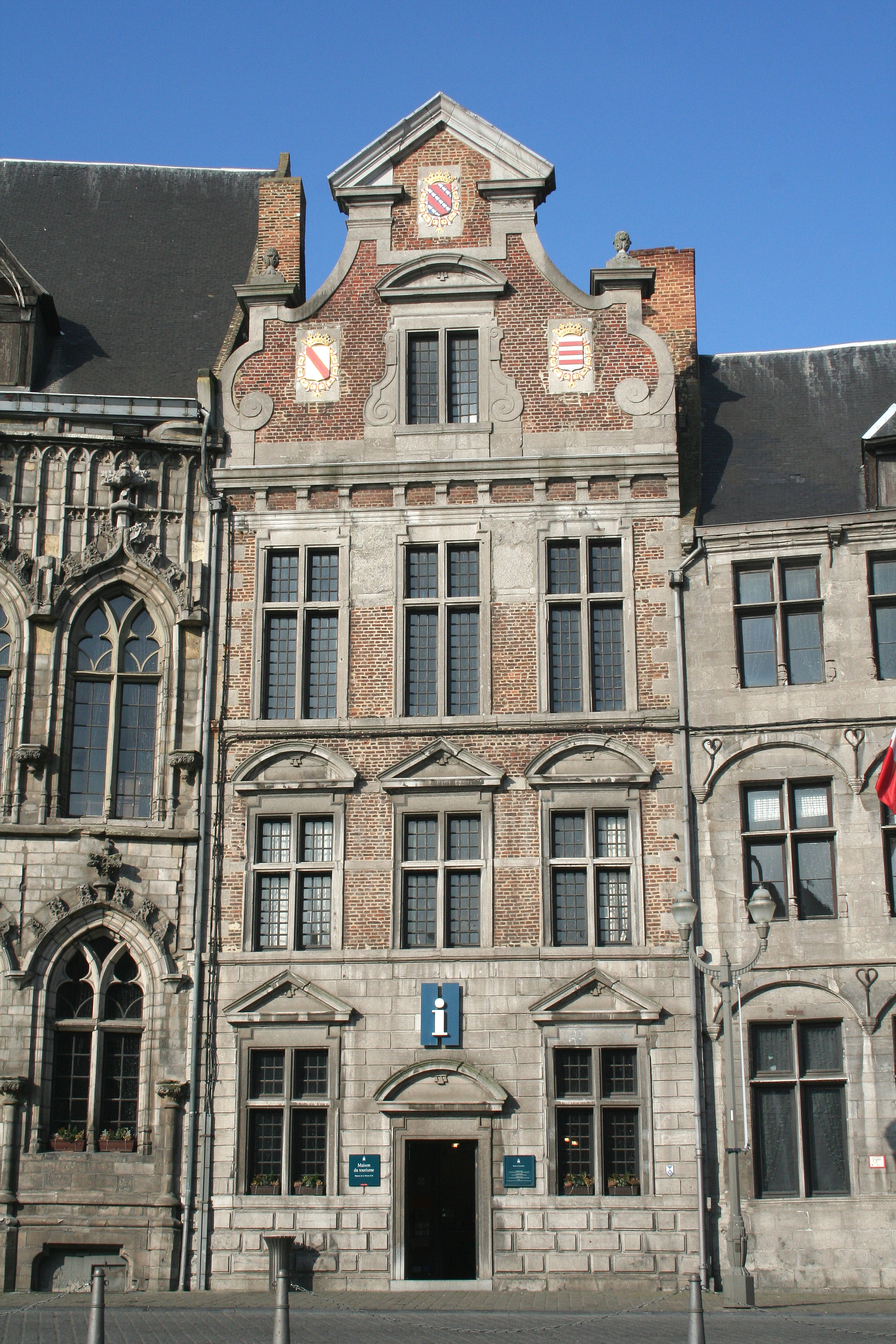
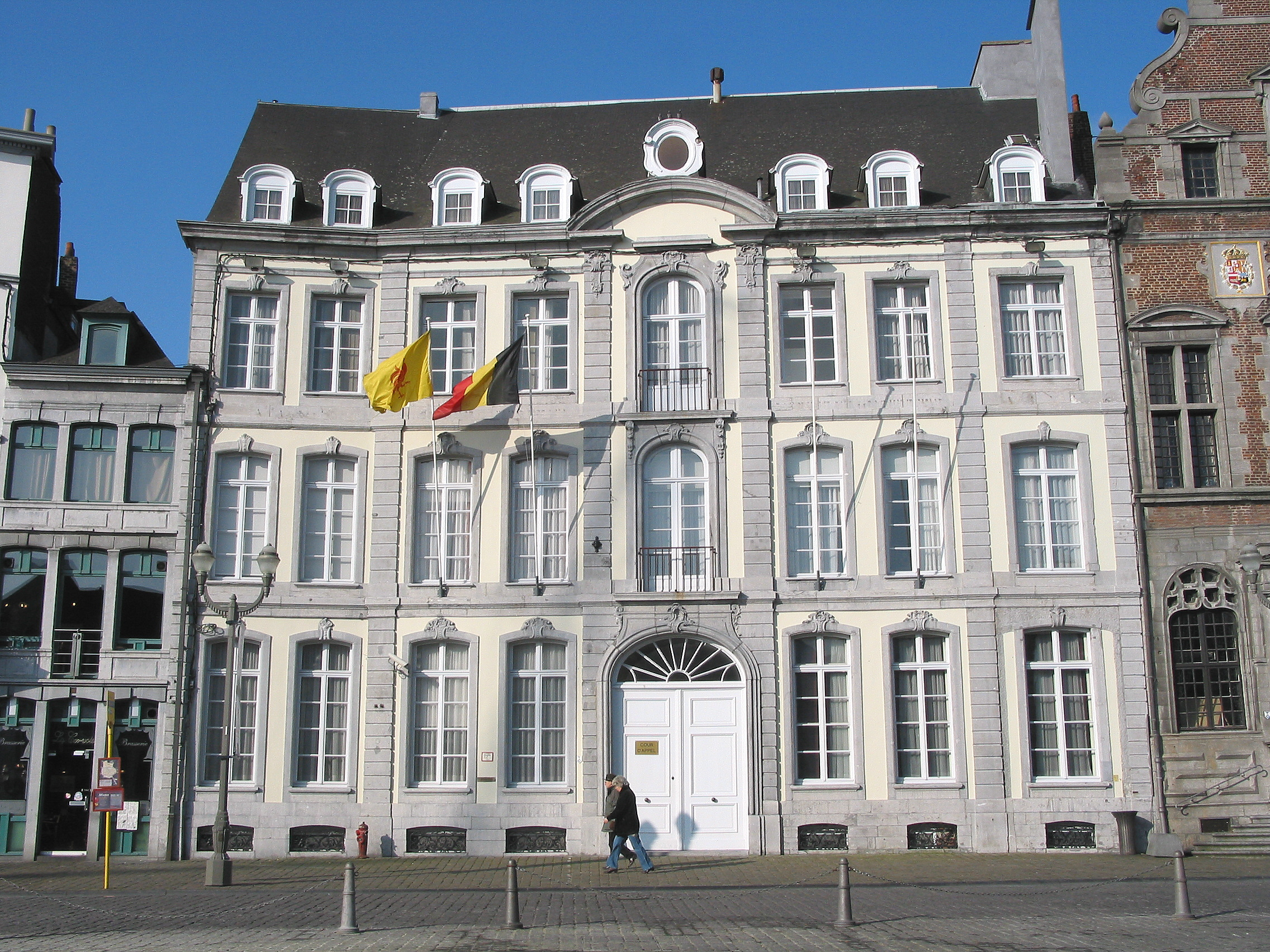
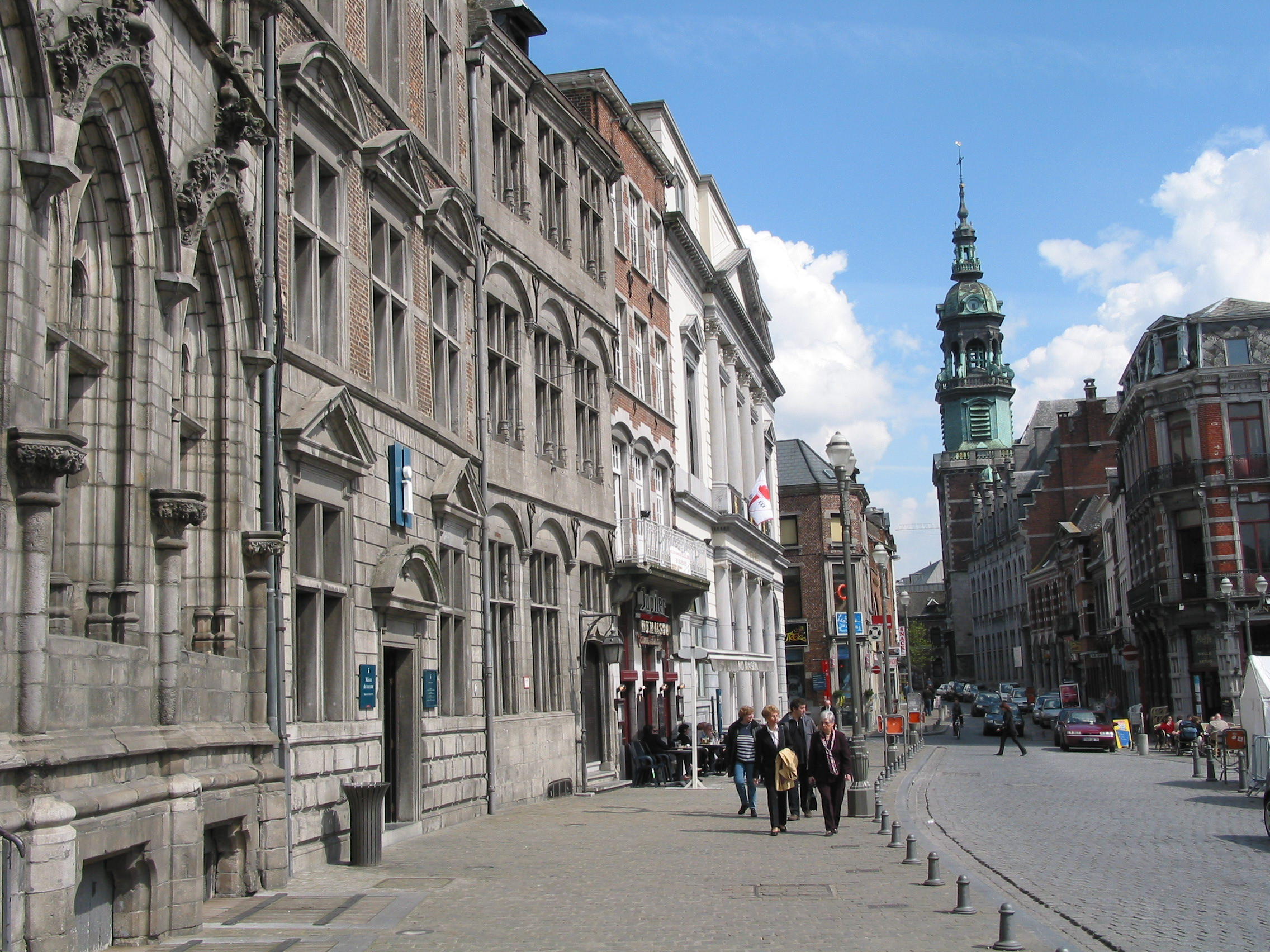